# 装置産業
装置産業（そうちさんぎょう）とは、一定以上の生産やサービスの提供のために巨大な装置（システム）を要すると考えられる産業、あるいは十分な装置や設備を整えればそれだけで一定の成果・収益が期待できると見られる産業を指す用語。積極的な設備投資が求められる製造業を中心とした第二次産業全般を指すことが多い。

## 特徴
- インフラストラクチャーの整備をすれば一定の収益が得られるという点で、ライフライン事業（電力事業・水道事業・ガス事業など）も装置産業に含めることがある。
- 資本の固定化が高く資本回転が低い。
- 労働集約的な業種よりも資本集約的な業種で経費全体に占める人件費の割合が低い。設備の規模や生産性が競争力に直結する。
- 設備のコモディティ化が進むことにより、過当競争に陥りやすく、差別化が困難になる。

## 例
- 鉄鋼業
- 石油化学工業
- 半導体産業